# 水菜由稀
水菜 由稀（みずな ゆき、6月28日 - ）は、日本の女性声優。
学校法人普連土学園卒業。旧名は保木本 由起。以前は劇団ムーンライトに所属していた。

## 出演作品

### テレビアニメ
2000年
- 闇の末裔（ウェイトレスB）
- ラブひな（青山鶴子、市川えみ、出依子、映子、瑛子）
- ラブひなクリスマスSPECIAL! ～サイレント・イブ～（市川えみ）

2001年
- ラブひな春スペシャル ～キミサクラチルナカレ!!～（市川えみ）

### OVA
2002年
- ラブひな Again（市川えみ）

### ゲーム
1999年
- ねこぱら 〜ねこそぎ・ぱらダイス〜（五百蔵珠枝）

2000年
- ラブひな2 〜言葉は粉雪のように〜（市川えみ）

### ドラマCD
- 小児科病棟へいらっしゃい（ゆかり）
- 小児科病棟のキケンな夜（ゆかり）

### 舞台
- ウェディングドレスに乾杯！
- 闇に咲く花